# Elasmopus levis
Elasmopus levis är en kräftdjursart som först beskrevs av Sidney Irving Smith 1873.  Elasmopus levis ingår i släktet Elasmopus och familjen Melitidae. Inga underarter finns listade i Catalogue of Life.